# Giovanna Antonelli

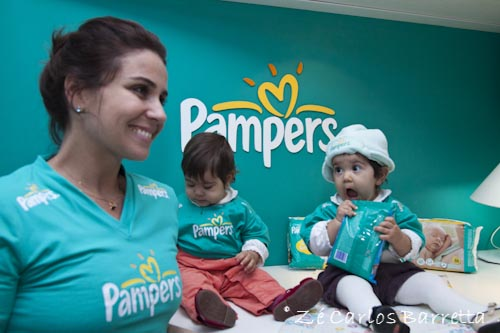
Giovanna Antonelli

Giovanna Antonelli Prado (n. 18 martie 1976, Rio de Janeiro) este o actriță braziliană.
Tatăl ei este un celebru cântăreț de operă Gilton Prado, iar mama - Suely Antonelli, dansatoare profesionistă.
De la vârsta de 11 ani a jucat pe scena teatrului de amatori, iar la 14 ani a făcut debutul la TV în rolul de co-gazdă a show-«Clube da Criança», la fostul post de televiziune Rede Manchete.
Patru ani mai târziu s-a remarcat, în primul rând, ca și actriță, a jucat în telenovela "Tropikanka" a companiei Globo. În anul următor, Giovanna a revenit la Manchete și a jucat în două telenovele «Tocaia Grande» și «Chica da Silva». În 1998 ea a fost invitată de către compania Globo să joace în serialul TV " Vara secretelor noastre", iar în 1999 a jucat în serialul de televiziune "Puterea dorinței." În același an, ea a făcut debutul în film în pelicula "Bossa Nova", o comedie romantica regizata de brazilianul Bruno Barreto. În plus, actrița a apărut în roluri mici în seriale TV «Você Decide» și «Malhação».
Punctul de cotitură în cariera ei a fost invitația făcută de Carlos Manuel cu privire la rolul ei de prostituată Capito în seria "Legături de familie." În 2001, după ce Leticia Spiller renunță la rolul propus, Giovanna, în mod neașteptat pentru ea însăși, a primit o invitație la telenovela "Clona", care a fost prezentată în peste 30 de țări din întreaga lume.

## Filmografie

### Televiziune
1994: Tropicaliente - rol Bemvinda
1995: Tocaia Grande - Mãe Ressu de Iansã
1996: Xica da Silva - Elvira
1998: Corpo Dourado - Judy
1999: Força de um Desejo - Violetta
1999: Malhação - Isa (Isadora Albuquerque Novaes)
2000: Laços de Família - Capitu
2001: O Clone - Jade Rachid
2003: A Casa das Sete Mulheres - Anita Garibaldi
2004: Da Cor do Pecado - Bárbara Campos Sodré
2007: Amazônia, de Galvez a Chico Mendes - Delzuite Gonçalves
2007: Sete Pecados - Clarice Florentino Ferraz
2008: Três Irmãs - Alma Jequitibá de Matos
2009: Viver a Vida - Dora Regina Vitória Vilela
2011: Chico Xavier - Cidália Xavier
2011: Aquele Beijo - Cláudia Collaboro
2012: As Brasileiras - Gigi Mendonça Albuquerque
2012: Salve Jorge - Heloísa Sampaio (Helô)
2014: Em Família - Clara Fernandes